# Радуга (конструкторское бюро)
АО «ГосМКБ „Радуга“ им. А. Я. Березняка» — российское проектно-конструкторское бюро, специализирующееся на разработке и производстве крылатых ракет различного назначения. Расположено в городе Дубна. Входит в состав госкорпорации «Тактическое ракетное вооружение».

## История (кратко)
12 октября 1951 года, на основании приказа министра авиационной промышленности № 1010, на заводе № 1 в п. Иваньково (сейчас г. Дубна) был создан филиал ОКБ-155 (в н.в. это АО «РСК „МиГ“»), для работ по теме «Б» — создание крылатых ракет. Начальником филиала ОКБ-155-1 был назначен заместитель Главного Конструктора ОКБ-155 А. Я. Березняк.
2 июня 1953 года завод № 1 был переименован в Опытно-производственный завод № 256 (п/я 6).

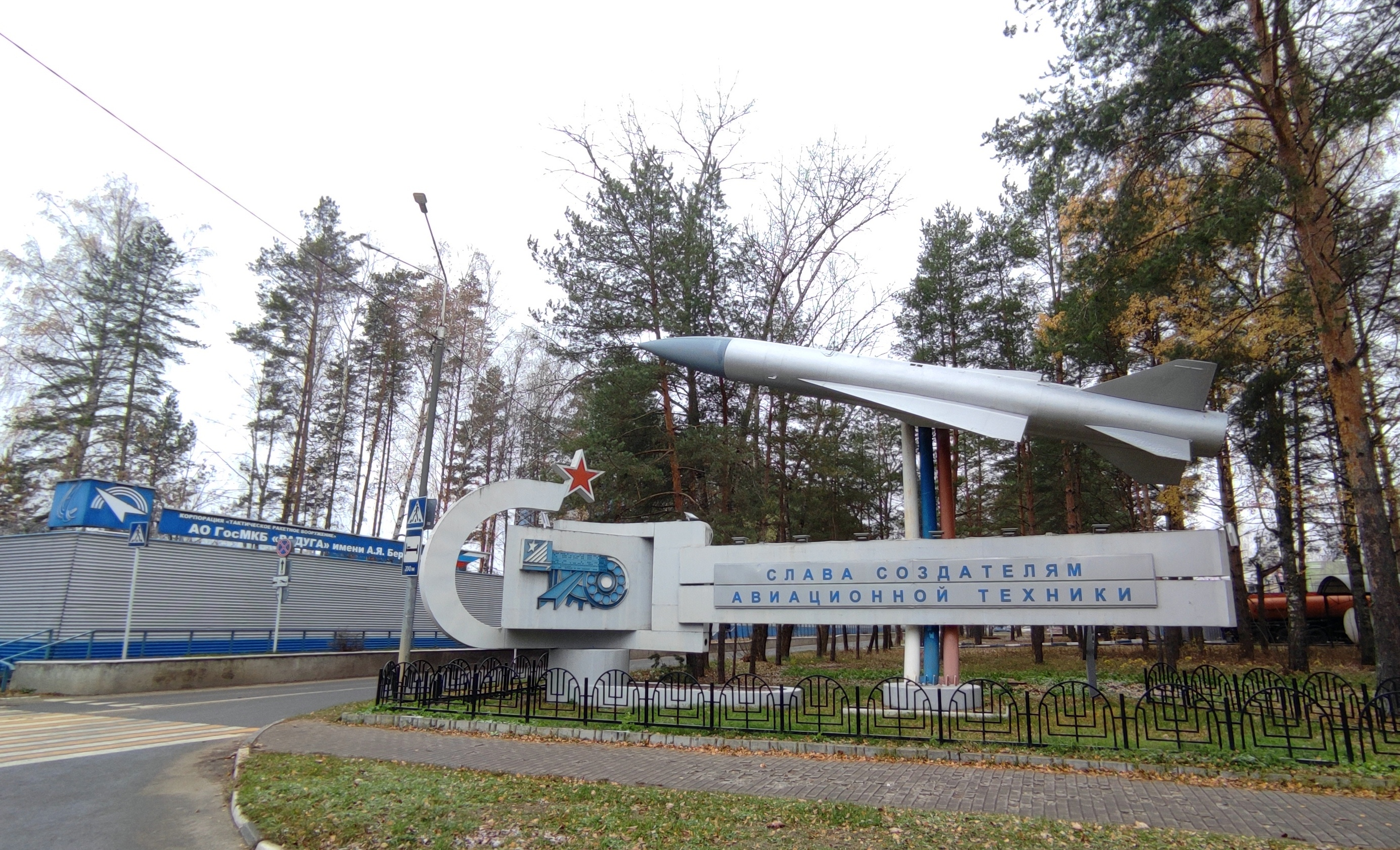
Мемориал с крылатой ракетой Х-22 возле ГосМКБ «Радуга» в Дубне

По теме «Б» созданы крылатые ракеты: КС, КСР-5, К-10, Х-20, Х-22 и их пилотируемые аналоги: МиГ-9Л (ФК), К, СДК-7, СМ-20, СМК.
В 1966 году филиал ОКБ-155-1 и завод были преобразованы в самостоятельную организацию — Машиностроительное КБ «Радуга» (п/я 2680). В это время специалисты ОКБ разрабатывают гиперзвуковую ракету Х-45, для вооружения перспективного самолёта Т-4 разработки ОКБ-1 (ОКБ Сухого)
Приказом МАП от 19 июня 1972 года, на базе Дубненского машиностроительного завода и Дубненского машиностроительного конструкторского бюро «Радуга», его филиала на Смоленском заводе и филиала Московского машиностроительного завода «Зенит» им. А. И. Микояна, было создано Дубненское производственно-конструкторское объединение — ДПКО «Радуга» (условное наименование: «Предприятие п/я Р-6498»). Директором — ответственным руководителем ДПКО — был назначен Н. П. Фёдоров, главным конструктором и первым заместителем директора назначается А. Я. Березняк.
В 1973 году в ДПКО «Радуга» создана противорадиолокационная ракета Х-28. Начались работы по проектированию КР Х-41, более известной как П-270 «Москит».
В 1974 году Главным конструктором назначается Селезнёв И. С.
Также в 1970-х годах в КБ велись работы по постройке аналогов орбитального самолёта системы «Спираль».
В 1978 году ДПКО переименовано в Дубненское производственное объединение «Радуга» (ДПО «Радуга»). Разработана более совершенная ракета Х-58, взамен стоящей на вооружении Х-28.
В 1982 году на базе объединения образуется самостоятельная организация — Машиностроительное конструкторское бюро «Радуга». В это время в КБ заканчиваются работы по созданию ракеты Х-55, для вооружения перспективного ракетоносца Ту-160, создаваемого в ОКБ Туполева А. Н.
В 1983 году конструкторское бюро «Радугав» награждено орденом Октябрьской Революции.
В начале 1990-х годов разработана гиперзвуковая КР Х-90, но не принятая на вооружение.
В 2004 году МКБ «Радуга» вошло в госкорпорацию «Тактическое ракетное вооружение».
В 2025 году коллектив конструкторского бюро «Радуга» награждён орденом Александра Невского.

## Санкции
В марте 2022 года, из-за вторжения России на Украину, конструкторское бюро попало под санкции США .
15 марта 2022 года конструкторское бюро внесено в санкционный список всех стран Евросоюза, так как производит и поставляет ВС РФ ракеты Х-101, которые «применялись в ходе российских воздушных ударов по гражданской инфраструктуре Украины». Также Евросоюз отмечает, что КБ Радуга «получает выгоду от правительства РФ, которое несет ответственность за аннексию Крыма и дестабилизацию Украины».
Также конструкторское бюро находится под санкциями Канады, Швейцарии, Украины и Японии «за роль в обеспечении или поддержке неспровоцированного и неоправданного вторжения России в Украину».

## Названия в разные годы
- октябрь 1946 года — ОКБ-2
- 12 октября 1951 года — филиал ОКБ-155-1
- июнь 1965 года — машиностроительное конструкторское бюро «Радуга»
- 19 июня 1972 года — Дубненское производственно-конструкторское объединение «Радуга»
- 7 сентября 1978 года — Дубненское производственное объединение «Радуга»
- 12 мая 1982 года — Машиностроительное конструкторское бюро «Радуга»
- В рамках государственной программы развития оборонно-промышленного комплекса России и в соответствии с Указом Президента РФ № 591 от 9 мая 2004 года, ФГУП "ГосМКБ «Радуга» преобразовано в открытое акционерное общество и стало полноправным членом АО «Корпорация Тактическое ракетное вооружение».

## Деятельность
Разработка управляемого оружия класса «воздух-поверхность»:
- комплекс «Овод-МЭ» с ракетой Х-59МЭ,
- УР повышенной дальности Х-59МК,
- УР «воздух-РЛС» — Х-58Э.
- модульная УР Х-69 (начало разработки, на базе  Х-59МК, начато в начале 2010-х; в конце десятилетия принята на вооружение ВКС РФ)[8]

Корабельные ракетные комплексы «Москит-Е» с высокоскоростными противокорабельными УР 3М80Е.

## Разработки
Более 40 наименований ракет, в том числе:

| - КС - К-10С - КСР-2 - КСР-5 | - К-20 - Х-15 - Х-22 - П-270 Москит (Х-41) | - Х-28 - Х-41 - Х-50 (Х-СД) - Х-БД - Х-58 - Х-59 | - Х-90 - Х-101 - Х-32 - Х-555 | - 84Р - 85РУ |

Также в рамках конверсии созданы Ветроэлектрические станции «Радуга».